# Skagul (1878)
Skagul, officiellt HM Kanonbåt Skagul, var en kanonbåt i svenska flottan. Hon byggdes av Bergsunds Mekaniska Verkstad vid Finnboda slip och sjösattes den 12 augusti 1878. Blev 1905 bevakningsfartyg. Från 1910 klassades hon inte längre som 1:a klass kanonbåt, utan endast som kanonbåt efter att akterkanonen monterats bort. Skagul verkade fram till 1928. Efter utrangeringen blev hon målfartyg och sänktes. Den svenska läkaren och genealogen Axel Widstrand var uppbördsläkare på kanonbåten 1893.
Namnet Skagul fick hon från Skögul som i nordisk mytologi var en av valkyriorna.